# Casados à Primeira Vista
Casados à Primeira Vista é um reality show português transmitido pela SIC. É uma adaptação do programa Married At First Sight. É apresentado por Diana Chaves.

## Emissão
| Programa                                                                    | Emissão            | Apresentação |
| --------------------------------------------------------------------------- | ------------------ | ------------ |
| Emissão Semanal (Casamentos, Jantares de Grupo e Cerimónias de Compromisso) | Domingos - 22h15   | Diana Chaves |
| Diários                                                                     | Dias úteis - 19h05 | Diana Chaves |
| A Semana (Compacto dos Diários)                                             | Sábados - 23h35    | Diana Chaves |

## Equipa de especialistas
- Dr. Alexandre Machado – Neuropsicólogo: Alexandre Machado é um Neuropsicólogo Clínico, especialista na área da avaliação e diagnóstico, com varias participações em vários programas da TV e Radio (Programa da Cristina, SIC Mulher, TSF)  como especialista em saúde mental, cérbero e comportamento.

A experiência em operações psicológicas militares, análise e previsão comportamental e negociação e resolução de conflitos, valeram-lhe em 2012 a “American Flying Flag       Honor” pelo apoio prestado durante a operação “enduring freedom” no Afeganistão.
Doutorando em Ciências da Cognição e Linguagem e Mestre em Neuropsicologia Clínica, Alexandre é também um multi-medalhado Mestre de Jiu Jitsu e especialista em combate Corpo a Corpo pelo Exército Americano.
Casado há 23 anos e pai de dois filhos é o Diretor clínico e proprietário da conceituada Clinica Dr. Alexandre Machado onde lidera uma equipa multidisciplinar de Médicos e Especialistas em   Patologia do Cérebro e do Comportamento.
O Dr.Alexandre utilizou  técnicas e instrumentos de avaliação das áreas da Neuropsicologia, Psicofisiologia, Psicopatologia, Psicologia das emoções e motivação e Psicologia do Desenvolvimento para obter uma caracterização científica e empiricamente validade dos perfis psicológicos comportamentais e de personalidade dos participantes na experiência!
- Eduardo Torgal – Coach: Com o nascimento da primeira filha, Eduardo colocou a vida em perspetiva. Foi assim que em 2004 escolheu passar a vida a transformar vidas, deixando uma profissão com níveis de stress altíssimo e horários que lhe deixavam pouca qualidade de vida. Desde então que se dedica ao Coaching, à transformação e ao treino dos outros para que concretizem o sonho de viver exclusivamente de Coaching. Muito comunicativo e cheio de ideias para mudar o mundo e a forma de agir perante uma relação. O Eduardo é espetador assíduo do programa “Married at first Sight” e diz jogar em casa o jogo dos especialistas do programa. Imagina-se a juntar os pares perfeitos, a aconselhar os casais a darem os passos necessários para uma relação de sucesso. É perito no Eneagrama em Portugal – através destes testes chegará ao perfil de personalidade de cada concorrente e irá traçar o love map, mapa que irá dar pistas sobre o parceiro ideal de cada um e sobre o comportamento de cada participante em fases de stress.

- Dr. Fernando Mesquita – Psicólogo/Sexólogo: Psicólogo Clínico, mestre em Sexologia clínica, Terapeuta Cognitivo e Comportamental. Colabora com frequência em diferentes rubricas de TV. Escreveu dois livros: ‘Aprender a A.M.A.R.’ e ‘S.O.S Manipuladores’.

Para a gestão das relações do programa, Fernando atuará com a sua especialidade de Terapia Cognitiva Comportamental, e no avançar das relações será o Sexólogo de serviço, por forma a conduzir os casais a uma vida intima feliz.
Na fase de match, Fernando aplicará testes de compatibilidade, através de questionários e entrevistas onde irá fazer uma leitura do que cada candidato procura num parceiro, tanto em termos físicos como de comportamento. Fernando irá interpretar as expetativas que cada candidato tem numa relação.
- Cris Carvalho – Coach: Para além de life coacher, a paulista Cris é business coacher, trabalha com hipnose, e neurolinguística. É Master Trainer Internacional, especialista em formações nas áreas de Coaching, PNL – Programação Neurolinguística e Hipnose. É Master Coach Internacional com mais de 10 anos de experiência, atua como Life Coach e Executive Coach em Portugal, Brasil e Espanha. Faz palestras e formações nas áreas de comportamento, comunicação, relacionamentos e liderança. É diretora executiva do ICL – Instituto de Coaching e Linguística de Portugal e Membro da ICF (International Coach Federation) e da Sociedade Brasileira de Neurociência.

Está há 25 anos em Lisboa e começou a sua carreira como designer, passando pelo IADE. Há 15 anos percebeu que a sua carreira tinha de passar pela área do coaching e foi assim que se libertou de uma série de crenças limitadoras e abraçou uma nova vida. Agora é “designer de vidas”.
Cris atuará junto dos candidatos fazendo testes para apurar os valores mais importantes para cada um e fará uma leitura hatenta de toda a linguagem dos concorrentes. Irá perceber as verdadeiras motivações de cada candidato através de uma avaliação neurolinguística. Para Cris a comunicação é tudo numa relação.

## Temporadas

### Episódios
| Resumo | Resumo | Episódios | Episódios | Originalmente exibido | Originalmente exibido  |
| Resumo | Resumo | Episódios | Episódios | Estreia da temporada  | Final da temporada     |
| ------ | ------ | --------- | --------- | --------------------- | ---------------------- |
|        | 1      | 12        | 12        | 21 de outubro de 2018 | 31 de dezembro de 2018 |
|        | 2      | 12        | 12        | 13 de outubro de 2019 | 29 de dezembro de 2019 |
|        | 3      | 11        | 11        | 27 de março de 2022   | 10 de julho de 2022    |
|        | 4      | 13        | 13        | 5 de maio de 2024     | 4 de agosto de 2024    |
|        | 5      | 16        | 16        | 9 de março de 2025    | 29 de junho de 2025    |

### Diários
| Resumo | Resumo | Episódios | Episódios | Originalmente exibido | Originalmente exibido  |
| Resumo | Resumo | Episódios | Episódios | Estreia da temporada  | Final da temporada     |
| ------ | ------ | --------- | --------- | --------------------- | ---------------------- |
|        | 1      | 40        | 40        | 22 de outubro de 2018 | 28 de dezembro de 2018 |
|        | 2      | 55        | 55        | 14 de outubro de 2019 | 28 de dezembro de 2019 |
|        | 3      | 47        | 47        | 28 de março de 2022   | 19 de junho de 2022    |
|        | 4      | 51        | 51        | 6 de maio de 2024     | 2 de agosto de 2024    |